# Фредерикс, Пётр Андреевич
Барон Пётр Андреевич Фредерикс (16 марта 1786, Санкт-Петербург—13 ноября 1855, Санкт-Петербург) — генерал-майор, генерал-адъютант, действительный тайный советник, обер-шталмейстер из рода Фредериксов. Брат генералов Александра и Бориса Фредериксов. Дядя графа Владимира Фредерикса.

## Биография
Родился 16 марта 1786 года в Санкт-Петербурге в семье барона Андрея Ивановича Фредерикса и Марии Ивановны, сестры военного министра Меллер-Закомельского. От своих родителей Пётр Андреевич получил весьма незначительные средства, всего 200 душ в Выборгской губернии.
Поступил во Второй кадетский корпус, но уже через год вышел и был определён портупей-юнкером в лейб-гвардии Егерский полк, а в 1804 г. переведён портупей-прапорщиком в лейб-гвардии Семёновский полк.
В период с 1805 по 1808 год — губернский предводитель дворянства Финляндской губернии.
2 мая 1817 года он был назначен адъютантом к великому князю Николаю Павловичу.
13 апреля 1819 г. назначен полковым командиром лейб-гвардии Московского полка. 19 марта 1820 года произведён в генерал-майоры.
14 декабря 1825 года во время восстания декабристов барон Фредерикс явился на Дворцовую площадь в рядах гвардейского корпуса. В ответ на его увещания служивший в его же полку штабс-капитан князь Щепин-Ростовский саблей ударил барона Фредерикса по голове и нанес ему рану. На другой день император Николай Павлович произвёл барона Фредерикса в генерал-адъютанты.
24 марта 1828 года барон Фредерикс пожалован в шталмейстеры двора Его Величества. В 1836 г. назначен вице-президентом придворной конюшенной конторы. 5 декабря 1843 г. пожалован в обер-шталмейстеры, произведён в действительные тайные советники и назначен президентом конюшенной конторы.
Был членом Попечительского совета заведений общественного призрения в Санкт-Петербурге (1834—1844), попечителем городских богаделен. Умер 13 ноября 1855 года в Санкт-Петербурге, похоронен на Волковом лютеранском кладбище.

## Награды
20 ноября 1805 г. за отличную храбрость в сражении при Аустерлице пожалован орденом Св. Анны.
В Отечественную войну 1812 года барон Фредерикс за отличия, оказанные при Бородине 24 и 26 августа, пожалован орденом св. Владимира 4-й степени, а 16 и 17 августа 1813 г., как гласит приказ, «находился впереди, сохраняя совершенный порядок, служил примером отличия, храбрости, мужества и неустрашимости для подчиненных», за что и пожалован орденом св. Анны 2-й степени и прусским орденом «Pour le Mérite».
В сражении под Кульмом он был ранен пулею в левую ногу и награждён знаком отличия железного креста.
26 ноября 1827 года за беспорочную выслугу 25 лет в офицерских чинах барон Фредерикс был награждён орденом св. Георгия 4-й степени.
Барон Фредерикс имел все русские ордена до св. Владимира 1-й степени включительно.

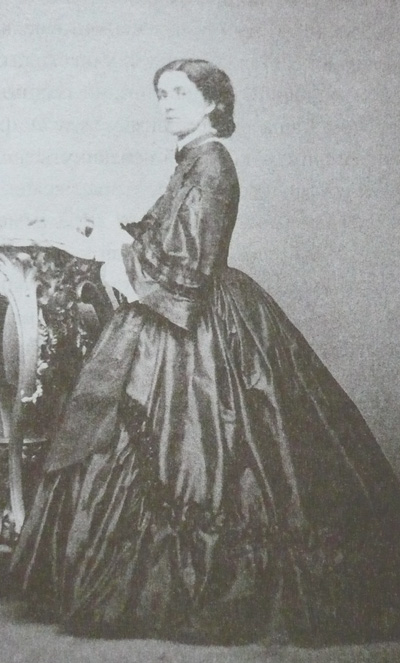
Софья Фредерикс, дочь

## Семья
Во время лечения в замке графа Гуровского после сражения под Кульмом Пётр Андреевич познакомился с графиней Цецилией Гуровской (1794—1851), которая через год вышла за него замуж. Графиня с детства была подругой принцессы Прусской, вышедшей впоследствии замуж за великого князя Николая Павловича. Этот брак обеспечил взлёт карьеры барона Фредерикса. Как отмечала великая княжна Ольга Николаевна, «Фредериксу был предначертан полнейший успех его карьеры». Граф М. А. Корф писал про барона, что он был «человек добрый, но его жена всю жизнь его влекла, со ступени на ступень, за торжественною своей колесницей». 8 февраля 1845 года баронесса Цецилия Фредерикс по своему желанию из лютеранского вероисповедания перешла в православие.
Дети: Дмитрий (1818—1844, офицер, убит на Кавказе); Николай (1819—1883, флигель-адъютант), Александр, Сергей, Александра (1815— 1901, в замужестве за графом Ф. Д. Алопеус), Елизавета, Ольга (1821—1859; фаворитка Николая I, замужем (с 17.01.1841) за В. П. Никитиным, венчались в Петербурге в Придворном соборе в Зимнем дворце), фрейлины Софья (1824—1882) и Мария (1832—1903, вслед за матерью 7 апреля 1845 года перешла в православие).

## Образ в кино
- «Союз спасения» — актёр Александр Строев